# Muráň (řeka)
Muráň je řeka v jihovýchodní částí středního Slovenska, která protéká územím okresů Revúca a Rožňava. Je pravostranným přítokem Slané s délkou 48,8 km a plochou povodí 386,1 km². Je tokem IV. řádu a průměrná lesnatost povodí dosahuje 50 %.

## Pramen
Pramení na rozhraní Muráňské planiny a Stolických vrchů, na východním svahu hory Šiance (1 041,5 m n. m.), pod sedlem Predná hora, v nadmořské výšce cca 650 m n. m.